# Karl Friedrich Eichhorn
Karl Friedrich Eichhorn (ur. 20 listopada 1781 w Jenie, zm. 4 lipca 1854 w Kolonii) – niemiecki prawnik, syn Johanna Eichhorna.

## Edukacja
W 1797 rozpoczął studia na uniwersytecie w Getyndze. W 1803 uzyskał habilitację w Getyndze. W 1805 został profesorem prawa na uniwersytecie we Frankfurcie nad Odrą pozostając tam aż do roku 1811, kiedy rozpoczął pracę na Uniwersytecie w Berlinie. W 1813 wstąpił do armii wziął udział w bitwie pod Lipskiem pod koniec wojny w został odznaczony Krzyżem Żelaznym. W 1816 został mianowany profesorem zwyczajnym prawa niemieckiego i kanonicznego w Getyndze. W 1832 został ponownie przyjęty na Uniwersytet Berliński, gdzie w kolejnych latach poświęcił się głównie praktyce jako członek Tajnego Wysokiego Trybunału i Rady Państwa. Odznaczony został Pour le Mérite za Naukę i Sztukę (1842) Orderem Orła Czerwonego (1847). W 1847 ponownie zachorował i przeniósł się do Tybingi. W 1853 otrzymał bawarski Order Maksymiliana dla Nauki i Sztuki. W 1854 został profesorem prawa w Kolonii.

## Kariera
Eichhorn był uważany za jednego z najlepszych specjalistów w dziedzinie prawa konstytucyjnego. Zaliczany był do historycznej szkoły prawa. Napisał Deutsche Staats- und Rechtsgeschichte (Göttingen, 1808-1823) i wiele innych prac.